# Aguascalientes
Aguascalientes ("varmt vand") er en delstat i Mexico. Delstaten ligger midt i landet og har et areal på 5.618 km2
og et indbyggertal på 1.312.544 (2015) indbyggere. Hovedstaden hedder også Aguascalientes. Delstaten blev dannet i 1835 ved udskillelse fra delstaten Zacatecas. ISO 3166-2-koden er MX-AGU.

## Berømtehidrocálidos
- Antonio Acevedo Escobedo, writer
- José María Bocanegra, præsident
- Francisco Díaz de León, artist
- Gabriel Fernández Ledesma, artist
- Manuel M. Ponce, musician
- José Guadalupe Posada, artist
- Saturnino Herrán, artist
- Ramón López Velarde, poet
- Arturo Robles Aguilar, politician
- Miguel Angel Barberena Vega, politician
- Jose Antonio Zapata, journalist
- Otto Granados Roldán, politician